# Maengsan-gun
Maengsan-gun (koreanska: 맹산군) är en kommun i Nordkorea.   Den ligger i provinsen Södra P'yŏngan, i den centrala delen av landet, 100 km nordost om huvudstaden Pyongyang.